# Il giovane favoloso
Il giovane favoloso és una pel·lícula de drama biogràfic del 2014 dirigida per l'italià Mario Martone que tracta sobre Giacomo Leopardi. Fou estrenada a Argentina el 2015.
La filmació es realitzà a Recanati, el poble natal de la persona sobre la qual es basa la història de la pel·lícula, Macerata, Osimo, Nàpols i Roma. L'actriu Gloria Ghergo és una nativa de Recanati que estudiava infermeria i fou seleccionada al càsting per a la pel·lícula.

## Repartiment
- Elio Germano com a Giacomo.

Segons explica Bombaci, el seu paper era especialment difícil d'interpretar perquè el personatge estava afectat de manera contínua per una malaltia.
- Michele Riondino com a Antonio Ranieri, amic de Giacomo
- Gloria Ghergo com a Sílvia, dona de la qual Giacomo s'enamora
- El compte Vanni, descendent de la família dels Leopardi, fa un cameo com al cotxer[3]
- Isabella Ragonese com a Paolina, la germana de Giacomo[5]
- Massimo Popolizio com a Monaldo, el pare de Giacomo

És un reaccionari oposat a les idees liberals.

## Crítiques
Xan Brooks de The Guardian la recomanava i la puntuà amb un tres sobre cinc.
Bombaci considera que l'actuació d'Elio Germano com a Giacomo és convincent però que té el defecte de mostrar-se massa pletòric i incongruent en els gestos.

## Premis
| Premis                                          | Premis                                                                                  | Premis                             | Premis   | Premis |
| Premi                                           | Categoria                                                                               | Destinataris i candidats           | Resultat |        |
| ----------------------------------------------- | --------------------------------------------------------------------------------------- | ---------------------------------- | -------- | ------ |
| 71a Festival Internacional de cinema de Venècia | Lleó d'Or                                                                               | Mario Martone                      | Nominat  |        |
| 71a Festival Internacional de cinema de Venècia | Premi Pasinetti pel Millor Actor                                                        | Elio Germano                       | Guanyat  |        |
| 71a Festival Internacional de cinema de Venècia | Membres del Jurat jove del Vittorio Veneto Premi de Festival de cinema pel Millor Actor | Elio Germano                       | Guanyat  |        |
| 71a Festival Internacional de cinema de Venècia | Premi Piccioni                                                                          | Sascha Anell                       | Guanyat  |        |
| 71a Festival Internacional de cinema de Venècia | Premi Akai per la Millor Actriu                                                         | Iaia Forte                         | Guanyat  |        |
| 60è Premi David di Donatello                    | Millor pel·lícula                                                                       | Palomar i Rai Cinema               | Nominat  |        |
| 60è Premi David di Donatello                    | Millor director                                                                         | Mario Martone                      | Nominat  |        |
| 60è Premi David di Donatello                    | Millor guió                                                                             | Mario Martone i Ippolita Di Majo   | Nominat  |        |
| 60è Premi David di Donatello                    | Millor productor                                                                        | Palomar i Rai Cinema               | Nominat  |        |
| 60è Premi David di Donatello                    | Millor actor                                                                            | Elio Germano                       | Guanyat  |        |
| 60è Premi David di Donatello                    | Millor cinematografia                                                                   | Renato Berta                       | Nominat  |        |
| 60è Premi David di Donatello                    | Millors decoracions i escenografia                                                      | Giancarlo Muselli                  | Guanyat  |        |
| 60è Premi David di Donatello                    | Millors vestits                                                                         | Ursula Patzak                      | Guanyat  |        |
| 60è Premi David di Donatello                    | Millor maquillatge                                                                      | Maurizio Silvi                     | Guanyat  |        |
| 60è Premi David di Donatello                    | Millor Tall de Cabells                                                                  | Aldo Signoretti i Alberta Giuliani | Guanyat  |        |
| 60è Premi David di Donatello                    | Millor edició                                                                           | Jacopo Quadri                      | Nominat  |        |
| 60è Premi David di Donatello                    | Millor banda sonora                                                                     | Sacha Ring                         | Nominat  |        |
| 60è Premi David di Donatello                    | Millors efectes visuals                                                                 | Chromatica                         | Nominat  |        |
| 60è Premi David di Donatello                    | Young's David                                                                           | Mario Martone                      | Nominat  |        |